# Ofelia Padrón

## Vida
En 1999, se desempeñó como trabajadora social y jefa de la División de Protección y Bienestar Estudiantil de la zona educativa de Apure.
En 2011, fue nombrada secretaria ejecutiva del estado Apure, bajo la dirección del gobernador Ramón Carrizales, quien fue designado gobernador encargado de la región.
Ofelia Josefina Padrón Alvarado
El 8 de diciembre de 2013, fue elegida alcaldesa del Municipio San Fernando capital del estado Apure habiendo obtenido con 34.127 votos que representa el 65,27%, y se convierte en la primera mujer en ejercer el cargo de alcaldesa en este municipio.
El 10 de diciembre de 2017, fue Reelecta Alcaldesa del Municipio San Fernando capital del estado Apure habiendo obtenido con 37.751 votos que representa el (76,78%) rompiendo así el proceso continuo que ningún alcalde de la capital del estado apure había sido reelecto.
desde el 29 de mayo del 2025 entrego la Alcaldía Del Municipio San Fernando al Concejal Presidente hasta ese momento Jesus Quiñonez que asume de manera encargado la alcaldía hasta el 27 de julio del 2025 que se realizan las elecciones municipales y desde ese momento ella asumió la presidencia del consejo legislativo del estado Apure.